# Óxido cacodilo
O óxido de cacodilo é um composto químico de fórmula [(CH₃) ₂As] ₂O. Este composto organoarsênico é de importância histórica, uma vez que é por vezes considerado o primeiro composto organometálico sintetizado em forma relativamente pura.
- Fórmula: C2H7AsO2
- Massa molar: 137,9977 g/mol
- Fórmula molecular: C2H7AsO2
- Densidade: > 1.1 g/cm3
- Nome IUPAC: Dimethylarsinic acid
- CID do PubChem: 2513

Louis Claude Cadet de Gassicourt, enquanto investigava compostos de arsênico, cria o líquido fumegante inicialmente chamado Cadet's fuming liquid, posteriormente identificado como o óxido cacodilo, considerado o primeiro composto organometálico sintético.